# Tiphodytes
Tiphodytes is een geslacht van vliesvleugelige insecten van de familie Scelionidae.

## Soorten
- T. ashei Mineo, 2016
- T. gerriphagus (Marchal, 1900)
- T. godavari Masner, 1972
- T. mymar Masner, 1972
- T. selangor Masner, 1972
- T. setosus (De-Stefani Perez, 1902)